# Tungovník

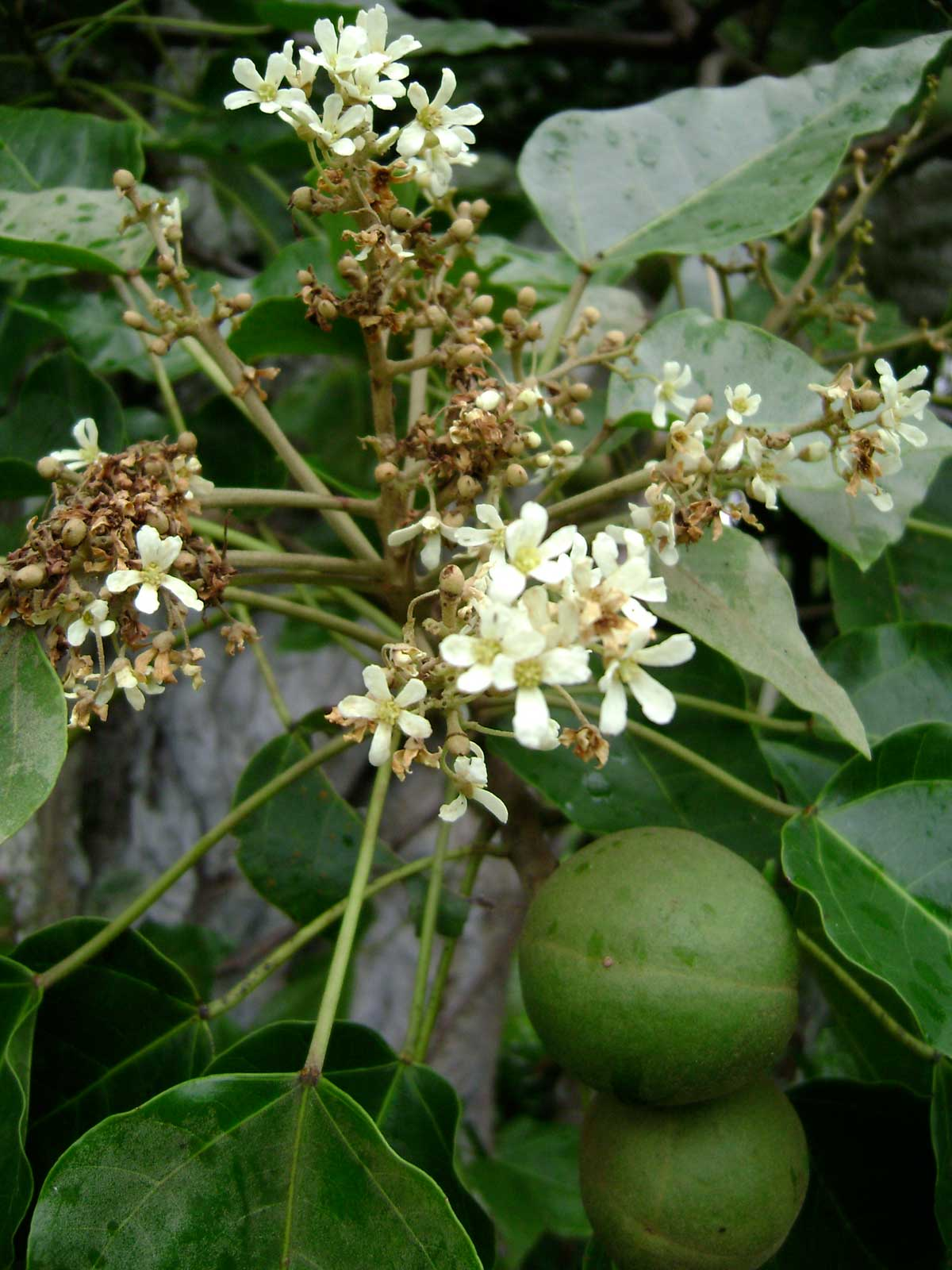
Květy a plody tungovníku moluckého

Tungovník (Aleurites) je rod rostlin z čeledi pryšcovité. Jsou to stálezelené stromy s jednoduchými střídavými listy s dlanitou žilnatinou a pětičetnými, bělavými květy ve vrcholových latovitých květenstvích. Plodem je peckovice s velkým jádrem. Rod zahrnuje jen 2 druhy a je rozšířen v tropech Asie, Austrálie a Oceánie.
Tungovník molucký je v tropech pěstován na plantážích, ze semen se získává technický olej a slouží také jako koření. Strom je těžen pro dřevo a v tropech je vysazován jako okrasná dřevina. Má význam i v tradiční asijské medicíně.

## Popis
Tungovníky jsou stálezelené, jednodomé, dosti rychle rostoucí stromy, dorůstající výšky 25 metrů. Listy jsou jednoduché, střídavé, celistvé nebo mělce dlanitě laločnaté, celokrajné, s dlanitou žilnatinou. Na vrcholu řapíku se v místě, kde nasedá listová čepel, nacházejí 2 žlázky. Palisty jsou drobné a brzy opadavé.
Květenství jsou vrcholové, oboupohlavné nebo jednopohlavné vrcholičnaté laty. Květy jsou jednopohlavné, stopkaté. Kalich je členěný na 2 až 3 laloky. Koruna je bílá až smetanová, složená z 5 volných lístků přesahujících kalich. Samčí květy obsahují 17 až 32 tyčinek ve 3 nebo 4 řadách, z nichž vnitřní jsou srostlé do sloupku. Semeník v samičích květech obsahuje 2 až 3 (4) komůrky, v nichž je po jednom vajíčku.
Plodem je peckovice, s tenkostěnnou peckou a velkým, zploštěle kulovitým semenem.

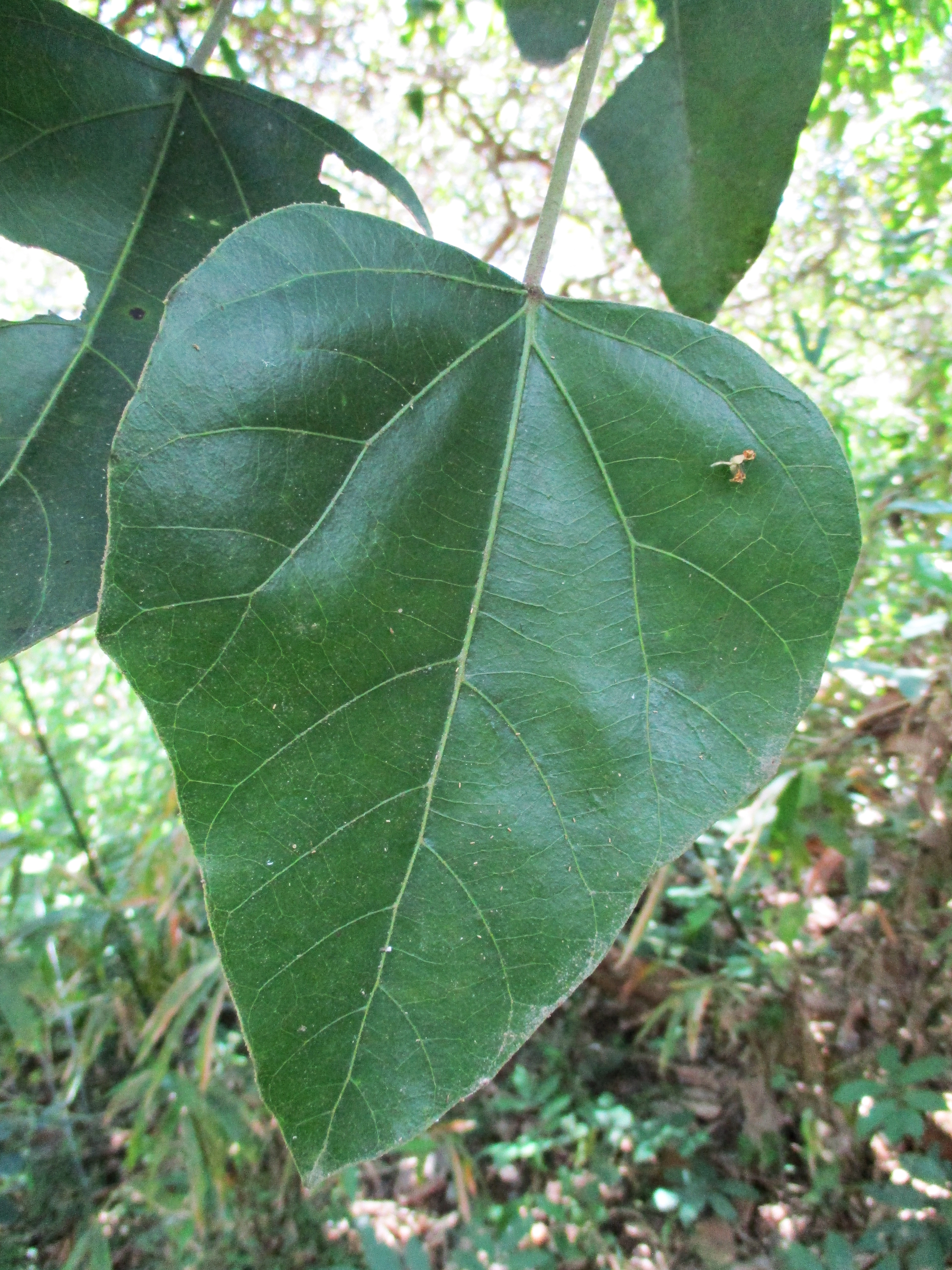
List tungovníku moluckého
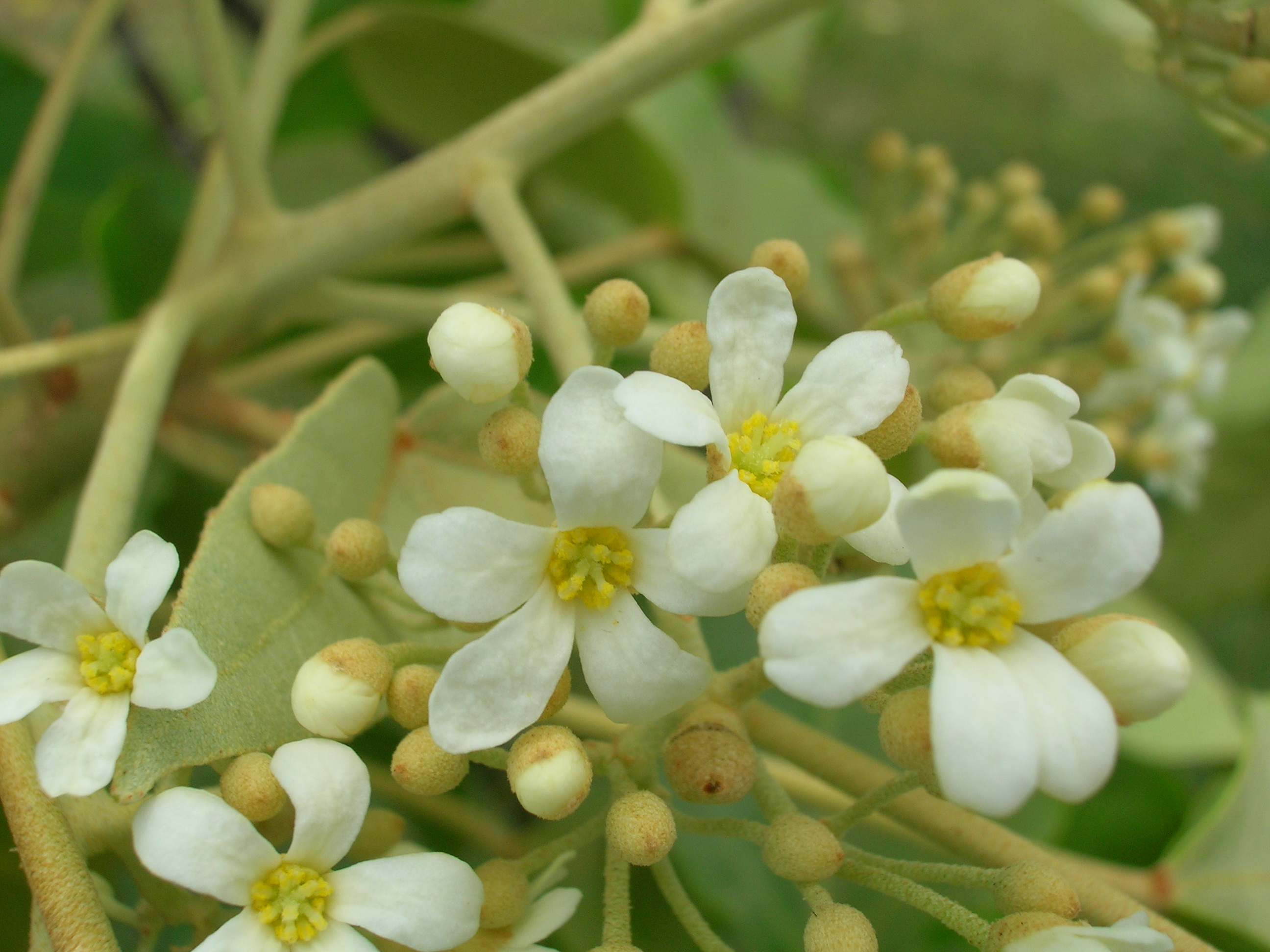
Detail květů tungovníku moluckého
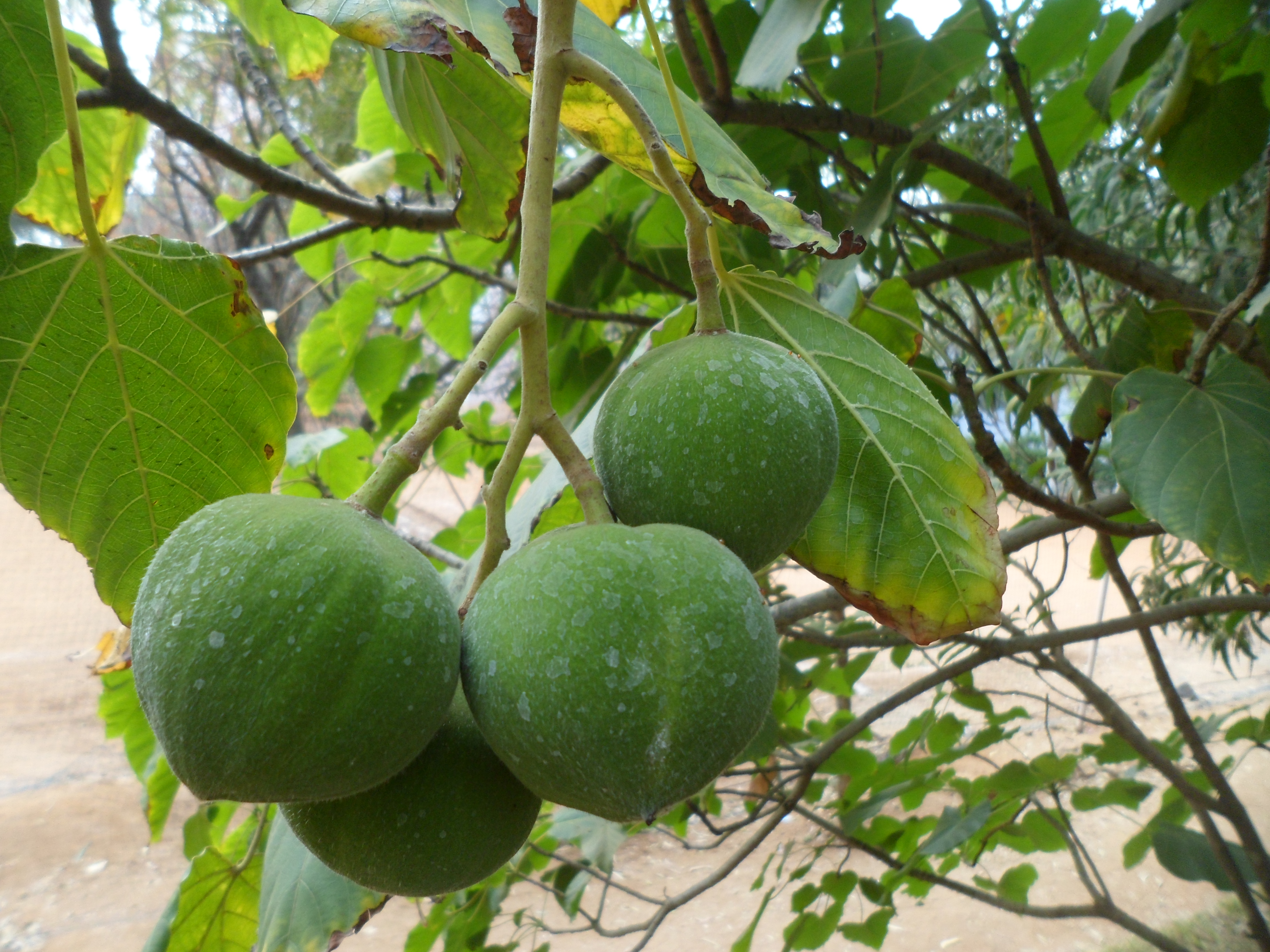
Plody tungovníku moluckého

## Rozšíření
Rod tungovník zahrnuje 2 druhy. Tungovník molucký je široce rozšířen v tropické Asii, Austrálii a Tichomoří od Indie a jižní Číny přes Indočínu a jihovýchodní Asii po australský Queensland, Nový Zéland a Polynésii. Roste ve vlhkých tropech i v oblastech s periodickým obdobím sucha, v nadmořských výškách až do 1000 metrů. Druh Aleurites rockinghamensis je rozšířen v australském Queenslandu a na Nové Guineji, kde roste zejména na vulkanických podkladech. Oba druhy rostou také jako pionýrské dřeviny.

## Zajímavosti
Tungovník molucký je národní strom Havaje.

## Ekologické interakce
Květy tungovníku jsou opylovány včelami. Plody jsou rozšiřovány především ptáky.
V tlejících kmenech tungovníku moluckého se vyvíjejí larvy tesaříka Agrianome fairmairei.

## Obsahové látky a jedovatost
Tungovníky jsou jedovaté rostliny. Podobně jako řada jiných zástupců pryšcovitých obsahují estery forbolu a příbuzných diterpenů s dráždivými účinky. Tyto látky jsou obsaženy ve všech částech rostliny, mírně jedovaté jsou i plody. Otrava se projevuje zejména nevolností, zvracením, průjmem a dehydratací. Z dalších látek byly zjištěny triterpeny, steroidy, kumariny, fytosterol a různé flavonoidní glykosidy.

## Taxonomie
Rod Aleurites je v rámci čeledi Euphorbiaceae řazen do podčeledi Crotonoideae, tribu Aleuritideae a subtribu Aleuritinae. Nejblíže příbuzné rody jsou Reutealis a Vernicia. Všechny tyto 3 rody jsou si vzhledově velmi podobné a v minulosti byly všechny druhy řazeny do rodu Aleurites. Rod Reutealis je monotypický a pochází z Filipín, rod Vernicia zahrnuje 3 druhy a je rozšířen v jižní Číně, Indočíně a Japonsku.

## Zástupci
- tungovník molucký (Aleurites moluccana)

## Význam

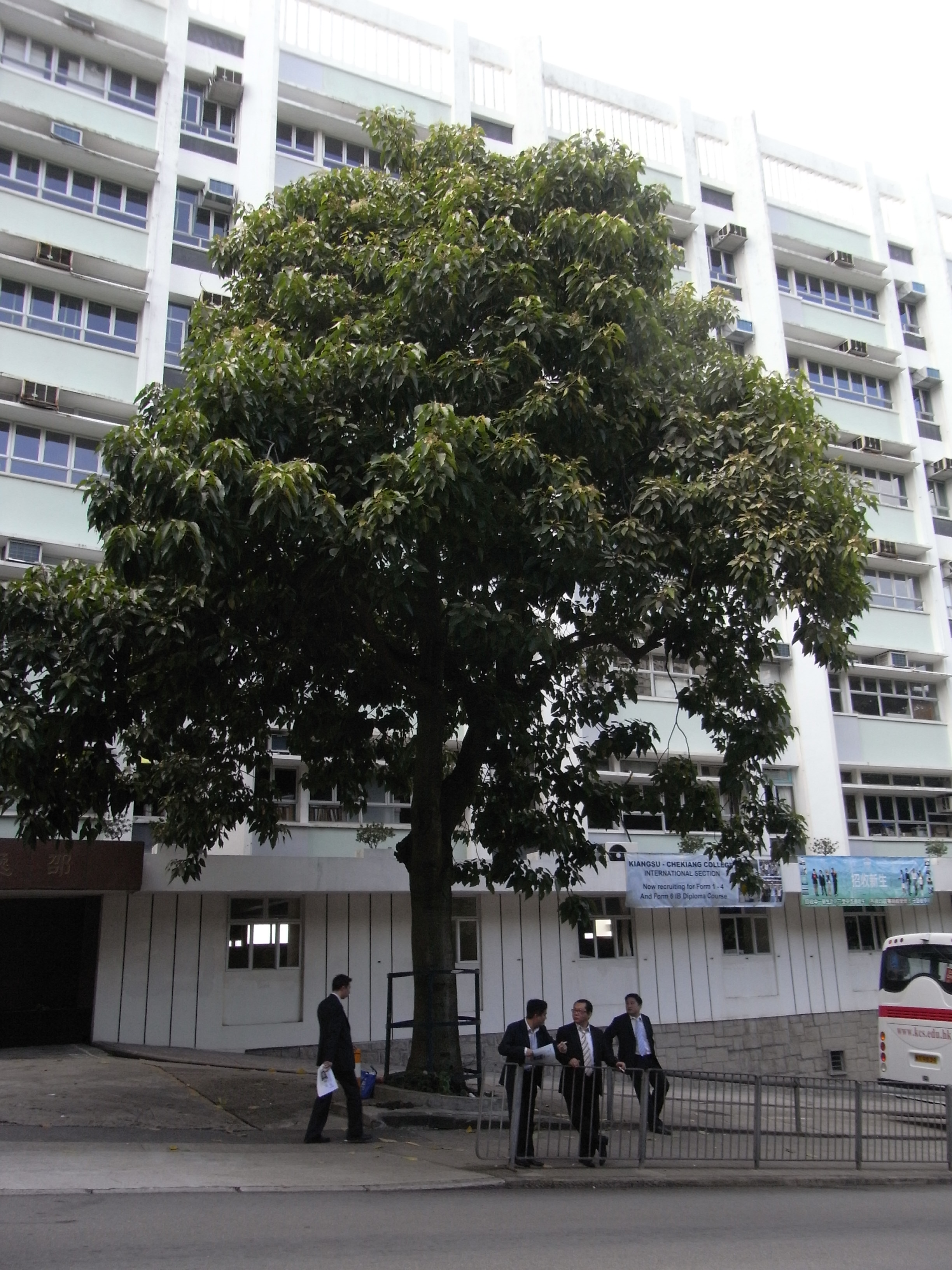
Tungovník molucký jako okrasný strom v Hongkongu

Semena tungovníku moluckého obsahují asi 60 % nejedlého, polovysýchavého oleje, který je používán jako palivo, lubrikant a k výrobě laků, barev a mýdel aj. Domorodci z olejnatých semen vyrábějí louče ke svícení. Latex se používá jako žvýkací guma a jako lepidlo. Dřevo slouží např. k výrobě čajových beden nebo kánoí, jako stavební materiál se však nepoužívá.Strom je pěstován na plantážích, většina získaného oleje se však spotřebuje v zemi původu a pouze menší díl jde na export. Jeden strom vyprodukuje ročně asi 30 až 80 kg plodů.
Semena tungovníku slouží v malajské a indonéské kuchyni jako koření při přípravě omáček k rýži a zelenině. Po důkladném usušení či upražení jsou jedlá. Tvoří také jednu ze složek tradičního havajského pokrmu poke.
V tradiční indické medicíně je tungovník molucký používán jako projímadlo, analgetikum a antibiotikum. Strouhané plody se přikládají na zranění, spáleniny a boláky. Olej se používá jako mírné projímadlo a při revmatismu.
Z kořenů se v Polynésii připravuje červené barvivo používané k barvení oděvů.
Strom je v tropech vsazován i jako okrasná dřevina.

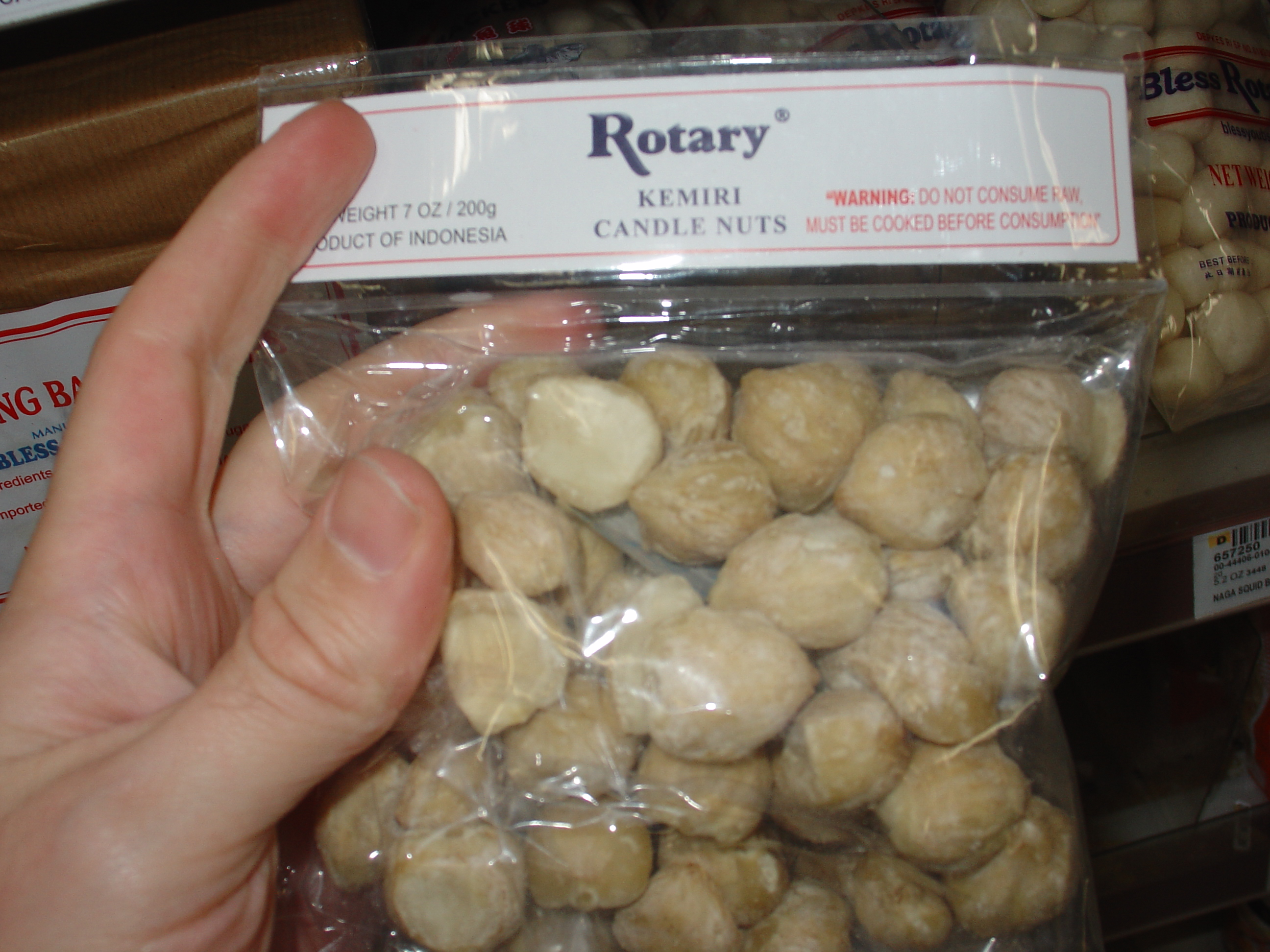
Jádra plodů tungovníku prodávaná v Indonésii
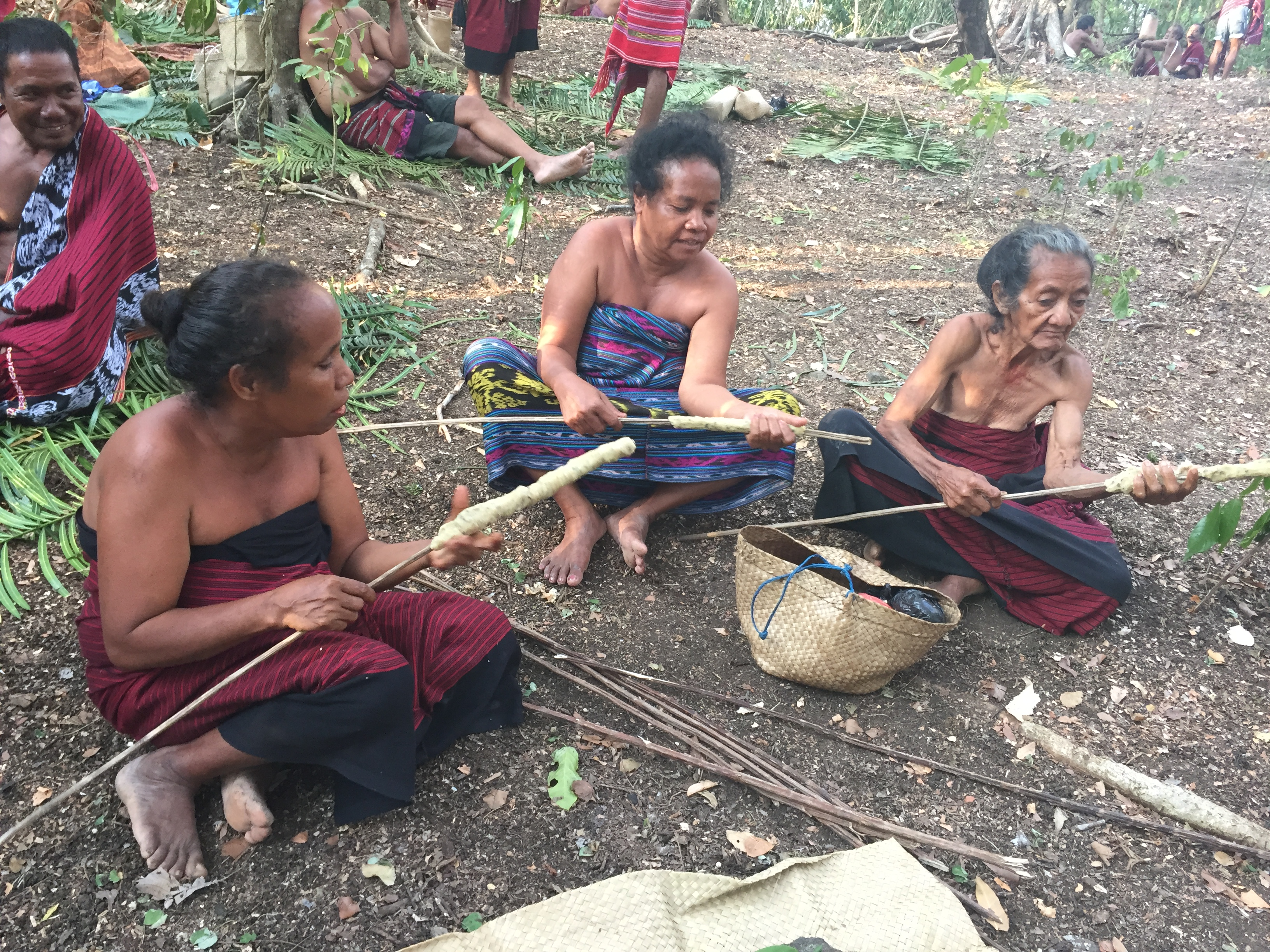
Výroba loučí ze semen tungovníku ve Východním Timoru
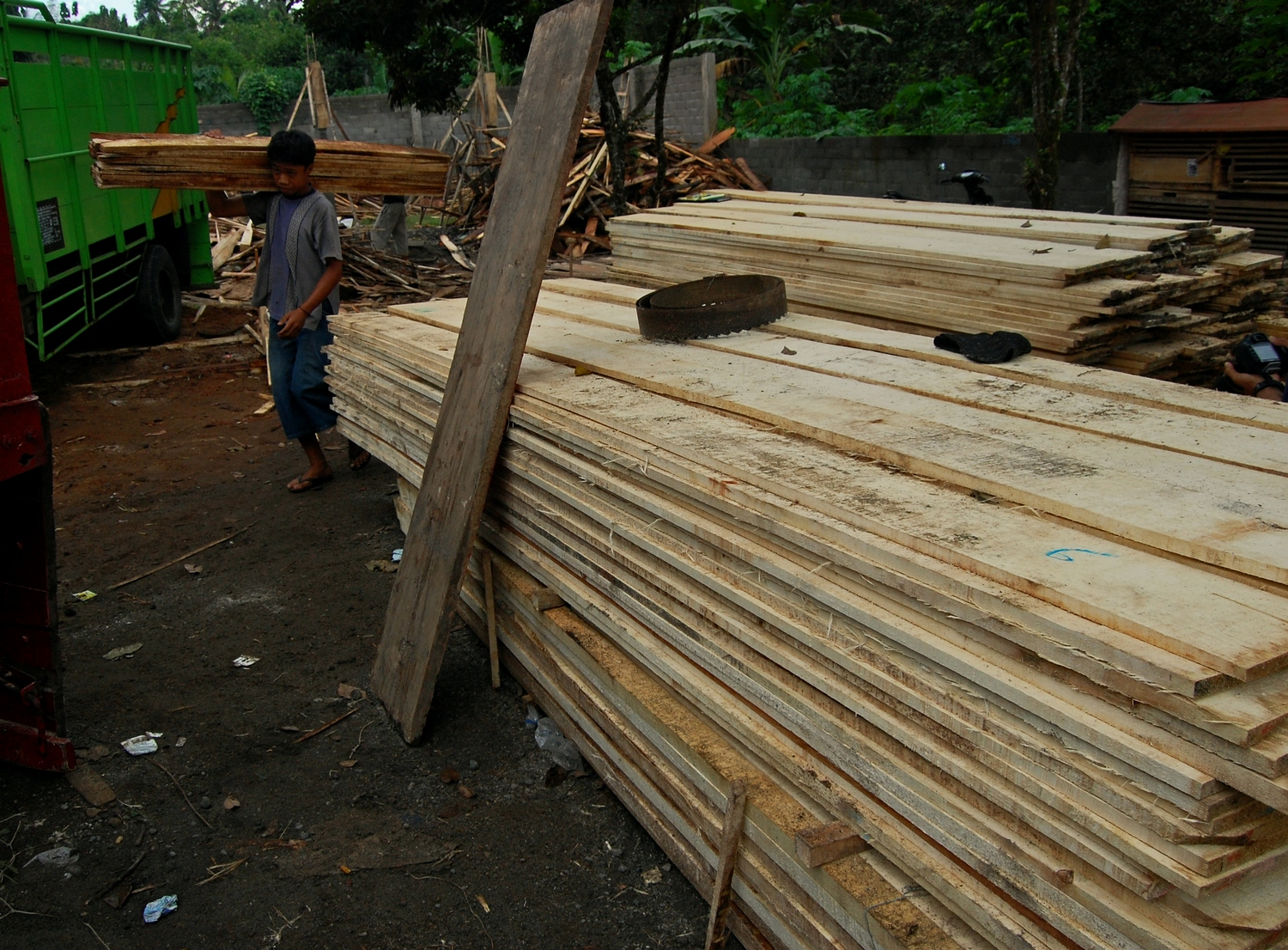
Desky ze dřeva tungovníku moluckého
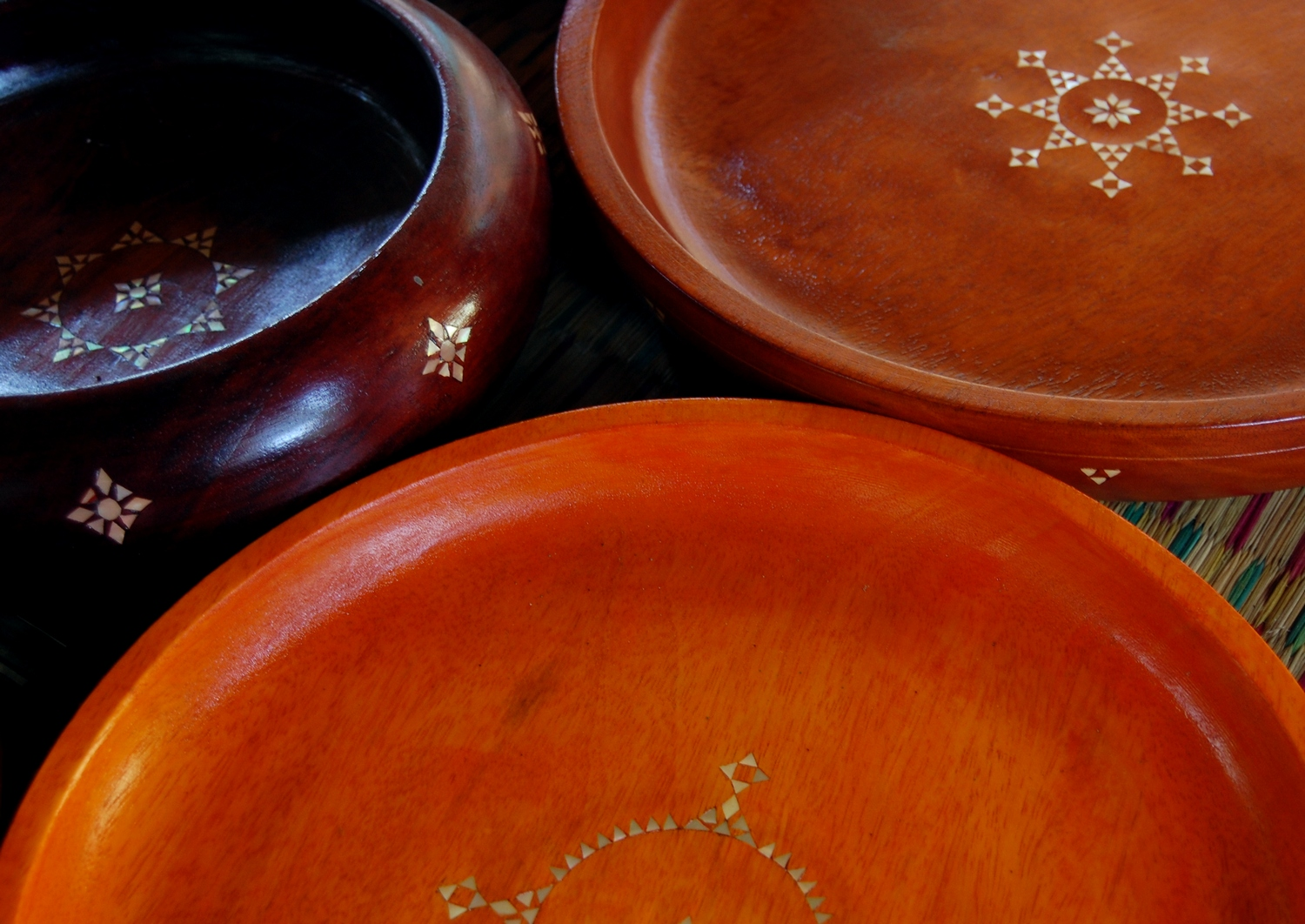
Výrobky ze dřeva tungovníku